# Généalogie dans la Genèse
 (février 2024).
 (février 2024).
Si vous disposez d'ouvrages ou d'articles de référence ou si vous connaissez des sites web de qualité traitant du thème abordé ici, merci de compléter l'article en donnant les références utiles à sa vérifiabilité et en les liant à la section « Notes et références ».
 (septembre 2017).
- Si vous ne connaissez pas le sujet, laissez ce bandeau (vous pouvez alors contacter les auteurs).
- Si vous supprimez le contenu mis en cause (vous pouvez préalablement contacter les auteurs),

argumentez précisément cette suppression dans la page de discussion
(un manque de référence n'est pas un argument ; une recherche réelle de référence doit avoir été effectuée, être formellement documentée).
La généalogie dans la Genèse traite de l'étude des liens familiaux dans le premier livre de la Bible.
La Bible hébraïque (ou Ancien Testament) contient un grand nombre d'énumérations, de dénombrements et de généalogies. Certains des personnages y sont attestés par l'histoire des peuples voisins. C'est le cas d'une partie des personnages des livres des Rois (I et II) et des Chroniques (I et II). D'autres ne recueillent à ce jour aucun témoignage extra-biblique, et sont donc une question adressée aux historiens et archéologues, et/ou une affaire de croyance.

## Une source primaire unique et lacunaire
On trouve dans le livre de la Genèse beaucoup de personnages au sujet desquels on ne sait rien de plus que le nom de leurs ascendants et descendants, l'âge de leur accession à la paternité et le nombre d'années de cette paternité jusqu'à leur mort; les mariages ne sont pas mentionnés, la liste des enfants contient rarement des filles, souvent seulement le fils aîné, etc.
Une étude des genres littéraires de ces textes bibliques permet d'interpréter ces généalogies de manière non pas historique (au sens actuel de ce mot) mais géographique (dire la « parenté » entre voisins) ou théologique. Par exemple, les noms équivalents dans les descendants de Caïn (le fils aîné d'Adam et Ève) et de Seth (le troisième fils, ancêtre de Noé) laissent entendre que c'est la même humanité qui est coupable et passible de mort (le Déluge), mais aussi susceptible de vivre de la grâce de Dieu (l'arche et la nouvelle création).

## Reconstructions et divergences
Quoi qu'il en soit, ces listes permettent de suivre pas à pas la descendance d'Adam et Ève jusqu'aux derniers des rois et grands-prêtres de l'ancien Israël. Ces listes ont aussi été utilisées pour faire le travail inverse et définir l'âge de l'humanité. On peut ainsi noter que Hillel II, président du Sanhédrin au IVe siècle, les utilisa pour fixer l'origine du Calendrier hébreu à la date supposée de la création du monde.
Si l'on tient à lire ainsi, « littéralement », les textes, on peut alors regretter que deux versions différentes des généalogies existent selon le texte biblique utilisé: texte grec (la Septante traduite d'un original hébreu à Alexandrie au IIIe siècle av. J.-C.) ou texte hébreu massorétique (déjà attesté au Ier siècle av. J.-C.). L'écart entre les séries de généalogies y est souvent de 100 ans. Parfois la même édition porte aussi deux généalogies discordantes dans deux livres bibliques différents...